# 宮城県公安委員会
宮城県公安委員会（みやぎけんこうあんいいんかい）は、宮城県警察を管理するため宮城県知事所轄の下に設置される行政委員会である。5人の委員で組織される。所在地は仙台市青葉区本町3丁目8番1号である。

## 委員
以下は2021年9月19日現在の情報である。
- 委員長
  - 森山博[1]
- 委員
  - 星倫市[1]
  - 佐藤勘三郎[1]
  - 山口哲男[1]
  - 庭野賀津子[1]

## 下部組織
- 宮城県警察